# Monenchodesmus inermis
Monenchodesmus inermis är en mångfotingart som beskrevs av Filippo Silvestri 1903. Monenchodesmus inermis ingår i släktet Monenchodesmus och familjen Dalodesmidae. Inga underarter finns listade i Catalogue of Life.